# Winterlandschap (Jan Abrahamsz. Beerstraaten)
Winterlandschap is een schilderij door de Noord-Nederlandse schilder Jan Abrahamsz. Beerstraaten in de collectie van Euronext in Amsterdam.

## Voorstelling
Het stelt een heuvelachtig winterlandschap voor met links twee Vlaamse dorpsherbergen, rechts een omgracht kasteel en op de achtergrond enkele andere gebouwen, waaronder een kerk. Een groot aantal mensen vermaken zich op de bevroren kasteelgracht: kinderen leren schaatsen, een meisje op een slee wordt voortgetrokken door een hond, een rijkgekleed gezelschap zit op een arrenslee. Op de oever van de gracht heeft een vrouw net een emmer water gehaald uit een wak. Linksvoor sjokt een marskramer voort gevolgd door een hond. Ondertussen pakken zich boven het landschap donkere wolken samen.

## Toeschrijving en datering
Het schilderij is rechtsonder gesigneerd ‘J. Beer-straaten’. Volgens een etiket op de achterzijde van kunsthandel Tacy-Marks was het schilderij 1658 gedateerd.

## Herkomst
Het werk is afkomstig uit de verzameling van zekere major Y.A. Burges in het stadje Battle in East Sussex, Engeland. Zijn boedelveiling vond plaats op 17 februari 1956 bij veilinghuis Christie's in Londen. Daarna ontbreekt ieder spoor, tot het op 11 april 1986 geveild werd door Christie, Manson & Woods eveneens in Londen. Van 1986 tot 1988 was het in het bezit van Kunsthandel Noortman in Maastricht. In 1988 werd het verworven door de firma Amsterdam Exchanges N.V. in Amsterdam (in 2000 opgegaan in de firma Euronext). In 1999 werd het tijdelijk in bruikleen gegeven aan het Centraal Museum in Utrecht.